# トゥッリアーコ
トゥッリアーコ（伊: Turriaco）は、イタリア共和国フリウリ＝ヴェネツィア・ジュリア州ゴリツィア県にある、人口約2,800人の基礎自治体（コムーネ）。

## 地理

### 位置・広がり
ゴリツィア県西南部、ビシアカリア地方 (it:Bisiacaria) に属するコムーネである。トゥッリアーコの集落は、モンファルコーネの西北西約7km、県都ゴリツィアの南西約19km、ウーディネの南南東約32km、州都トリエステの北西約32kmに位置する。
イゾンツォ川下流左岸（東岸）に位置し、地名は「水の塔」を意味するラテン語 Turris Aquae に由来する。
村域の東部はフリウリ＝ヴェネツィア・ジュリア空港の敷地となっている。

#### 隣接コムーネ
隣接するコムーネは以下の通り。括弧内のUDはウーディネ県所属を示す。
- サン・ピエール・ディゾンツォ - 北東
- サン・カンツィアン・ディゾンツォ - 南東
- フィウミチェッロ・ヴィッラ・ヴィチェンティーナ (UD) - 南西
- ルーダ (UD) - 西

### 気候分類・地震分類
トゥッリアーコにおけるイタリアの気候分類 (it) および度日は、zona E, 2257 GGである。
また、イタリアの地震リスク階級 (it) では、zona 3 (sismicità bassa) に分類される。

### 主要な集落
トゥッリアーコの集落はコムーネの南部にあり、南にピエリス、東にベリアノの集落（いずれもサン・カンツィアン・ディゾンツォの分離集落）と近接する。

## 社会

### 人口

#### 居住地区別人口
国立統計研究所（ISTAT）は居住地区（Località abitata）別の人口として以下を掲げている。統計は2001年時点。
| 地区名      | 標高  | 人口  | 備考                                                 |
| ----------- | ----- | ----- | ---------------------------------------------------- |
| TURRIACO    | 10/14 | 2,437 |                                                      |
| TURRIACO *  | 12    | 2,405 | サン・カンツィアン・ディゾンツォの Pieris 地区に連続 |
| Case Sparse | -     | 32    |                                                      |

ISTATは人口統計上、家屋密度の高い centro abitato （居住の中心地区）、密度の低い nucleo abitato （居住の核となる地区）、まとまった居住地区を形成していない case sparse （散在家屋）の区分を用いている。上の表で地名がすべて大文字で示されているものが centro abitato である。「*」印が付されているのは、コムーネの役場・役所 la casa comunale の置かれている地区である。